# Colméia
Colméia est une municipalité brésilienne située dans l'État du Tocantins.